# Zibelthiurdos

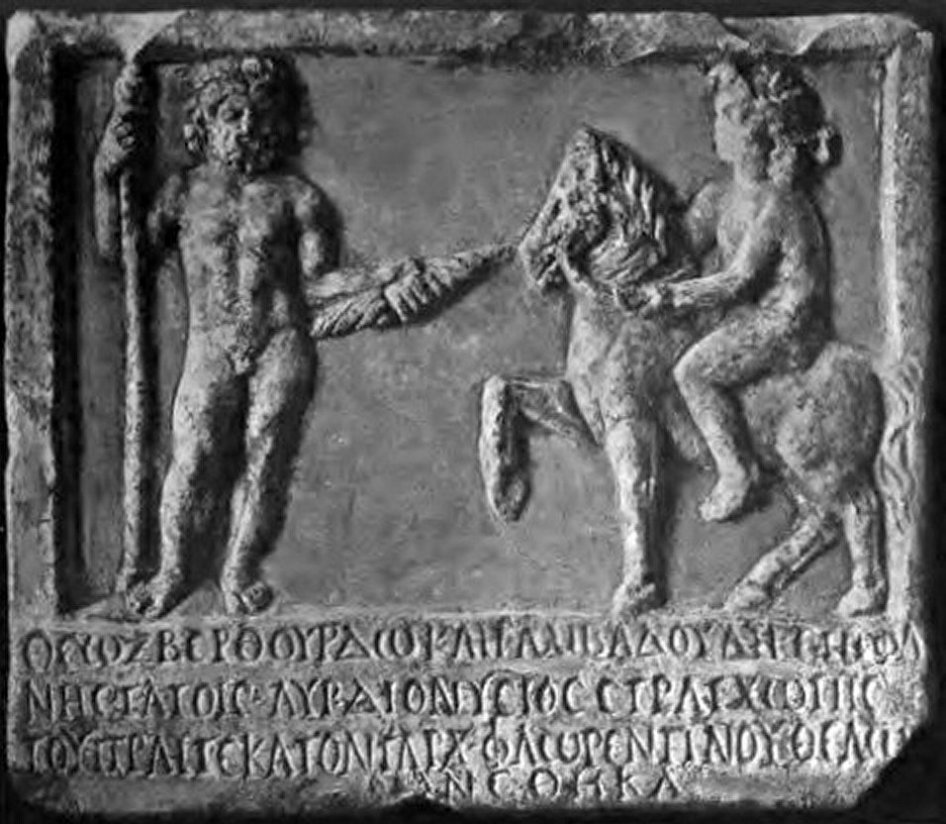
Zibelthiurdos, brandissant la foudre.

Tout comme Gebeleizis, Zibelthiurdos  (Zibelthurdos ou Zbelsurdos) était un dieu de la tempête dans la mythologie thrace. À l’instar de Zeus, il brandissait la foudre comme son sceptre.